# Гончарова Марія Петрівна
Марі́я Петрі́вна Гончаро́ва (1898, Російська імперія — ?) — радянська діячка. Член ВЦВК. Член Центральної контрольної комісії ВКП(б) у 1925—1927 роках.

## Життєпис
До 1917 року працювала робітницею на фабриках у місті Твері.
Член РСДРП(б) з квітня 1917 року.
На 1925 рік — робітниця фабрики «Пролетарка» у Твері. Робітнича кореспондентка, член Червоного Хреста.
Подальша доля невідома.